# Johann der Beständige

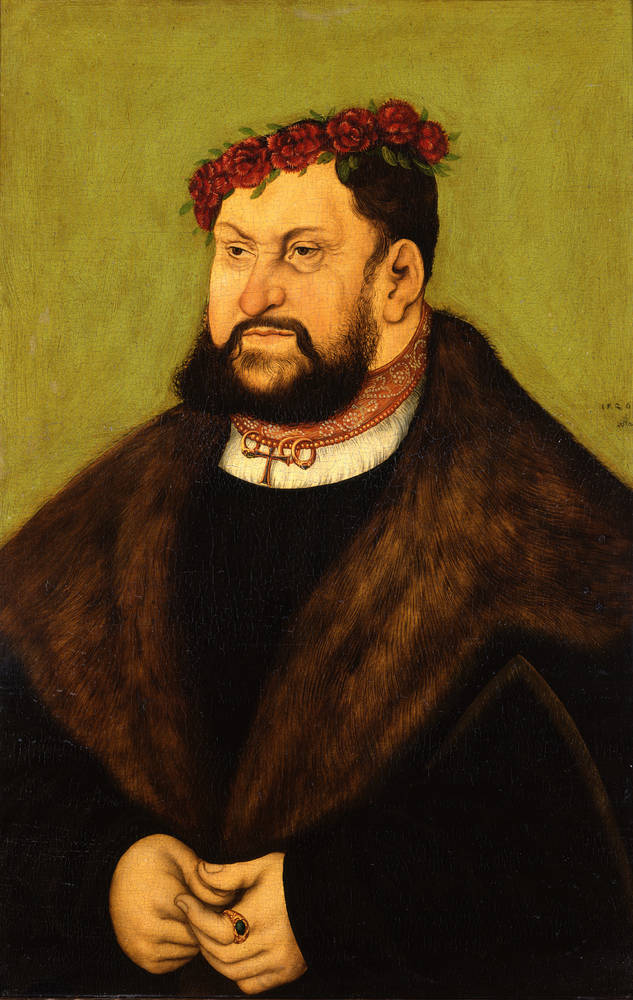
Lucas Cranach der Ältere, Johann der Beständige, 1526, Gemäldegalerie Alte Meister, Dresden

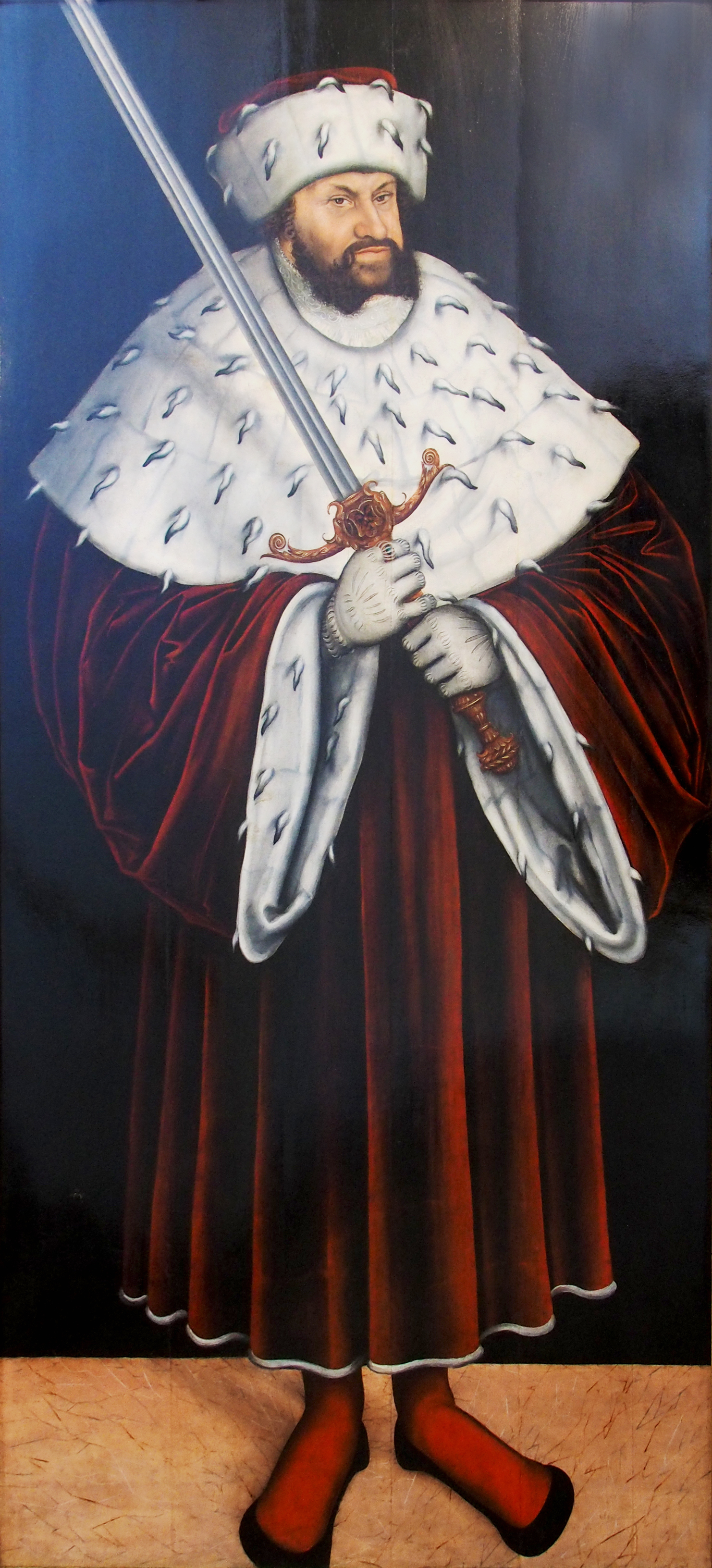
Johann I. (der Beständige), (Werkstatt von Lucas Cranach d. Ä. 1540/45)

Johann der Beständige (* 30. Juni 1468 in Meißen; † 16. August 1532 auf Schloss Schweinitz) war Herzog aus dem Haus Wettin und von 1525 bis 1532 Kurfürst von Sachsen.

## Leben
Er war der vierte Sohn des Kurfürsten Ernst und folgte seinem Bruder Friedrich dem Weisen in der Herrschaft. Über Johanns Kindheit und Jugend ist nur wenig bekannt. Vermutlich genoss er aber zusammen mit seinen Brüdern am kursächsischen Hof eine gute Erziehung, wobei das Hauptaugenmerk sicherlich auf den erstgeborenen Friedrich als potentiellen Nachfolger auf dem Kurfürstenthron gelegt wurde. Nach dem Tod des Vaters 1486 übernahm Friedrich zusammen mit seinem damals achtzehnjährigen Bruder Johann die Regierung. Die anderen beiden Brüder Albrecht und Ernst (II.) traten in den Dienst der Kirche ein. 1513 vereinbarten Friedrich und Johann eine interne Landesteilung vorzunehmen. Seither regierte Johann einen Teil des Kurfürstentums von Weimar aus, wodurch die Stadt eine ständige Residenz des Herzogs wurde. Nach außen regierten sie jedoch Kursachsen und die ernestinischen Teile Thüringens bis zum Tod Friedrichs 1525, der als älterer der beiden Brüder die Kurwürde innehatte, zusammen.
Die gesamte gemeinsame Regierungszeit der beiden Brüder war von gutem Einvernehmen und kooperativer Zusammenarbeit geprägt. Keiner der beiden traf wichtige Entscheidungen, ohne den anderen vorher um Rat zu fragen. Dieses Vorgehen führte zwar nicht selten zu einer Lähmung des Entscheidungsprozesses, auf der anderen Seite wären aber auch Streitereien zwischen den regierenden Fürsten oder politische Alleingänge nicht gerade dienlich für eine effektive und erfolgreiche Politik gewesen.
Nach seiner zweiten Vermählung mit Margarete von Anhalt († 1521) teilten er und sein Bruder die kursächsischen Ländereien untereinander auf. Johann ließ sich daraufhin in Weimar nieder, wo er seinen eigenen Hof gründete und von da an für die thüringischen, fränkischen und vogtländischen Landesteile verantwortlich war. Da Johann noch nie ein großes Interesse an der Verwaltung und den Finanzen seines Staats gezeigt hatte, wurden diese, nachdem er seinen eigenen Hof erhalten hatte, vernachlässigt. Sowohl vor Friedrichs Tod als auch danach, als Johann die Verantwortung über die Finanzen des gesamten Kurfürstentums hatte, wurde die Verwaltung als sehr korrupt beschrieben. Angeblich sollen sich Beamte auf Kosten des Kurfürsten bereichert und Schriftliches nur sehr oberflächlich erledigt haben, weshalb sein Sohn und Nachfolger Johann Friedrich nach dem Tod des Vaters 1532 mit einem desolaten Finanzsystem und Verwaltungsapparat zu kämpfen hatte.
Im Mai 1500 beschloss Kurfürst Friedrich III. der Weise gemeinsam mit seinem Bruder Herzog Johann dem Beständigen im Einvernehmen mit Herzog Georg dem Bärtigen als Stellvertreter seines Vaters Albrecht des Beherzten, der als Statthalter in Westfriesland weilte, die sogenannte Leipziger Münzordnung. Damit begann in Sachsen der erste Abschnitt der sächsischen Talerwährung.
Wegen Meinungsverschiedenheiten kam es 1530 bis Ende 1533 zur sogenannten sächsischen Münztrennung zwischen Johann und dem albertinischen Herzog Georg dem Bärtigen. Johann vertrat die Auffassung, dass die hochwertigen sächsischen Guldengroschen der Bevölkerung schadeten, da sie von Wucherern außer Landes gebracht und dort für geringerwertiges Geld eingeführt werden würden, und forderte, den Silbergehalt der Münzen zu verringern. Der Herzog bestand im Gegensatz darauf, den bisherigen Wert der Münzen beizubehalten. Daraufhin wurde die gemeinsame Schneeberger Münzstätte auf dem Gebiet des Kurfürsten stillgelegt. Die Münzstätte Zwickau, die 1530 vorübergehend wiedereröffnet wurde, und die Münzstätte Buchholz prägten ab dieser Zeit für Johann nach leichterem Münzfuß. Unter seinem Nachfolger Johann Friedrich trat die frühere Münzgemeinschaft wieder in Kraft.
Im Jahr 1531 erhob Johann für Türkenhülfe „und andere drangsalige Sorgfältigkeiten und Noth in Glaubens- und Religionssachen“ eine Türkensteuer.

## Johann und die Reformation

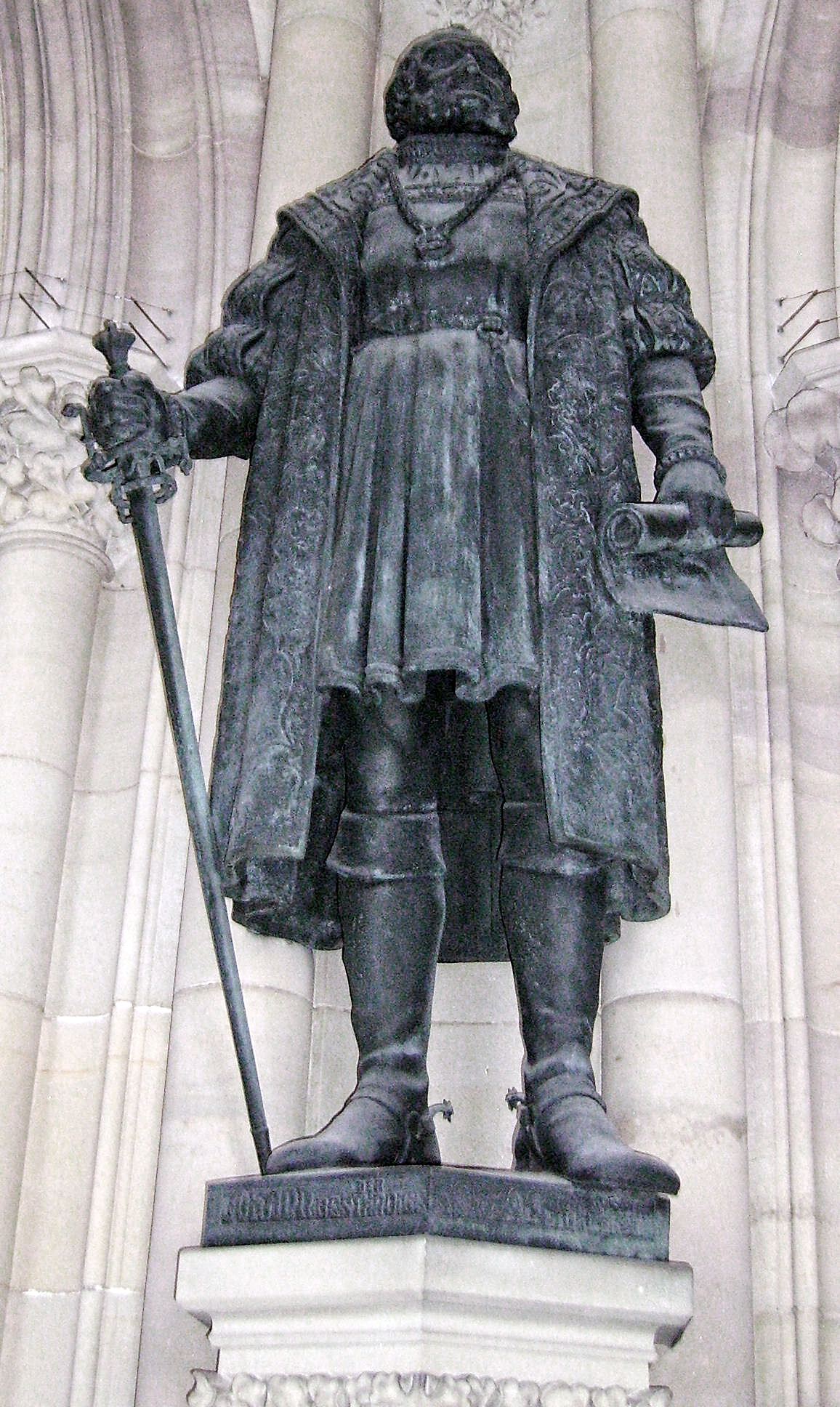
Statue in der Gedächtniskirche Speyer

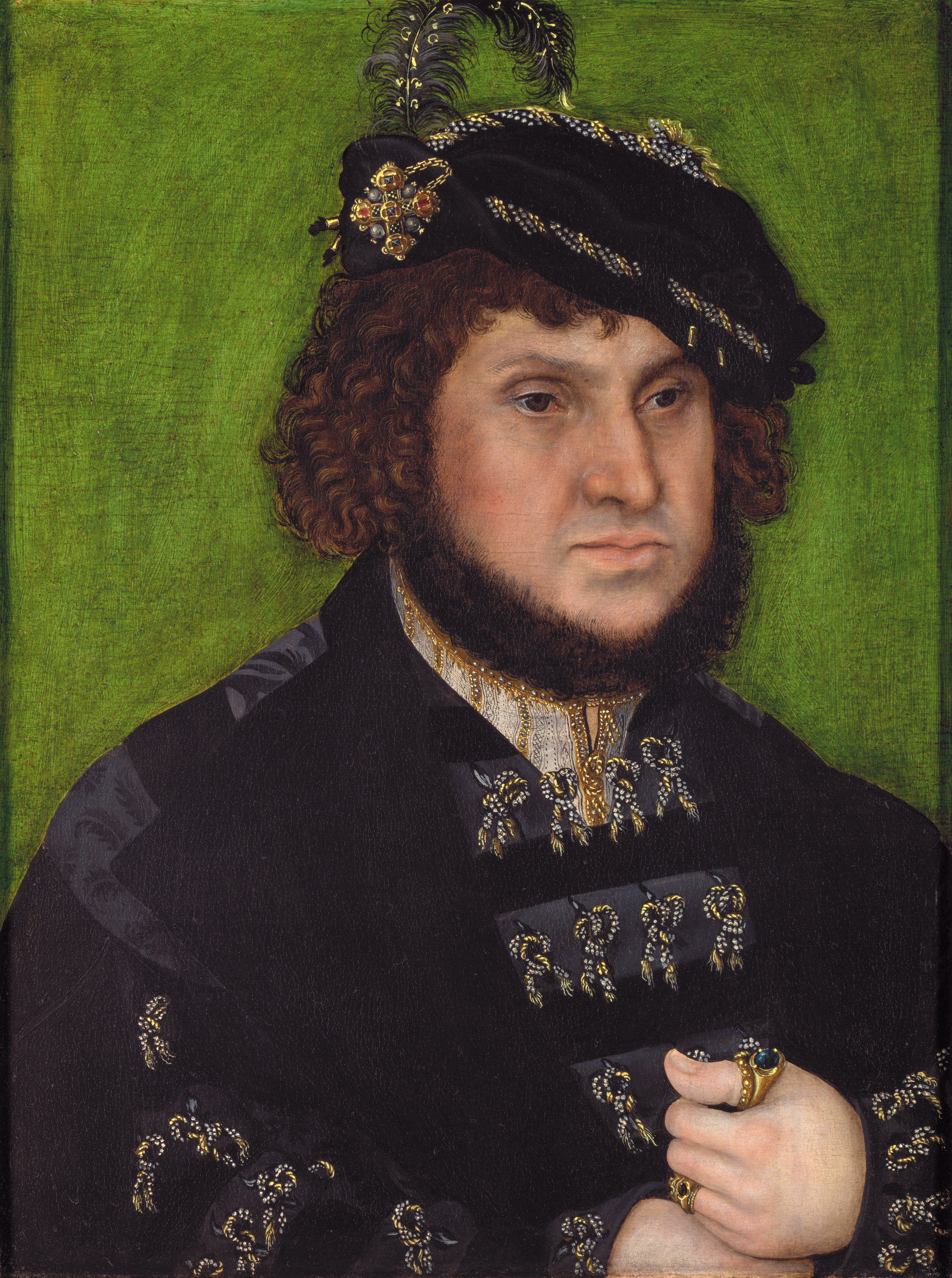
Johann der Beständige von Sachsen. (von Lucas Cranach d. Ä., 1509)

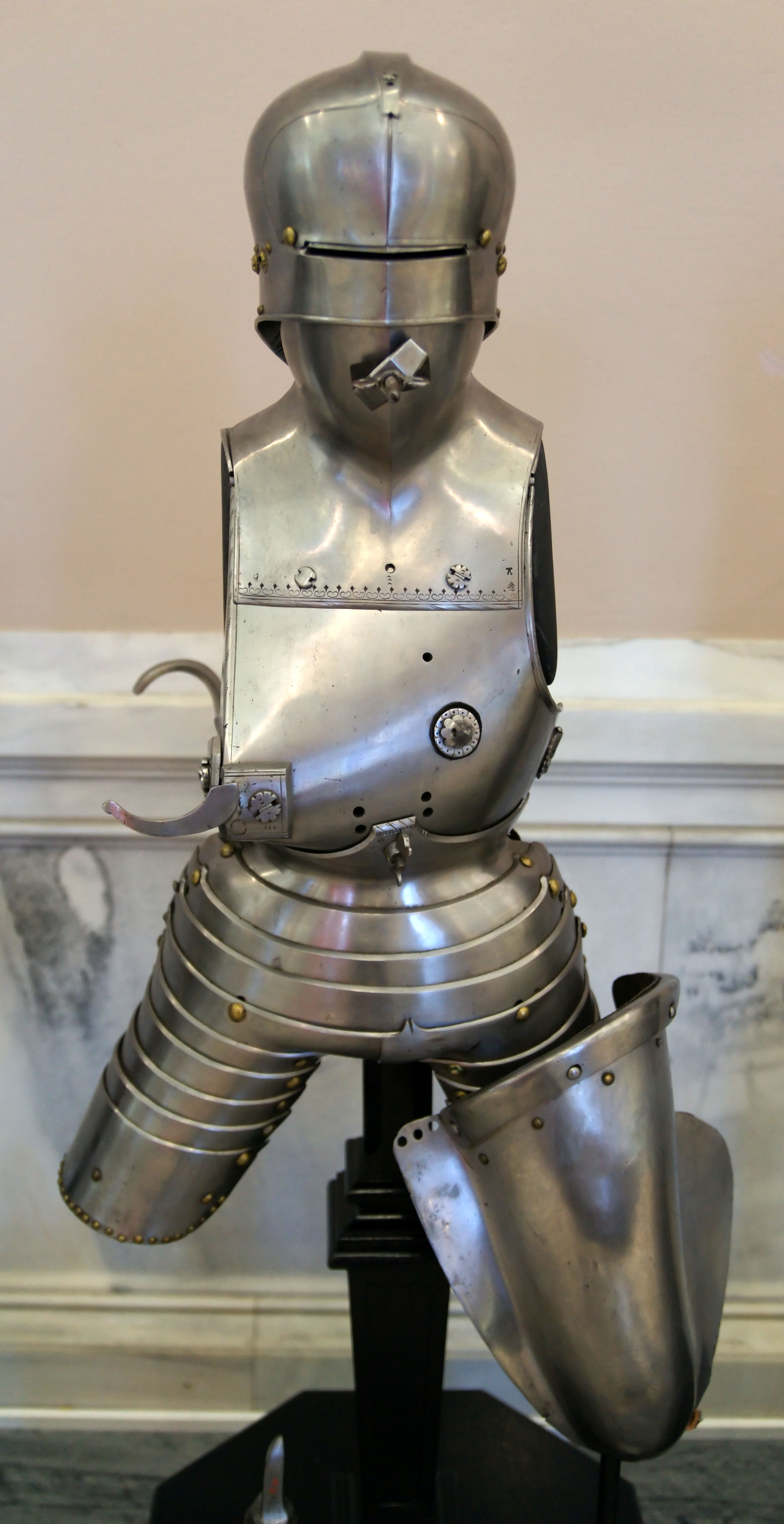
Rennzeug von Johann dem Beständigen in der Wiener Hofjagd- und Rüstkammer

Wie sein Beiname verrät, hatte er gegenüber der Reformation die gleiche positive Haltung wie sein Bruder. Christliche Glaubensgrundsätze wollte er zur Grundlage seiner politischen Entscheidungen machen. In politischen Fragen verhielt er sich aber oft zögerlich. Im Zusammenwirken zwischen ihm und Landgraf Philipp von Hessen, mit dem er aufgrund der gemeinsamen Konfession in enger Beziehung stand, war Philipp die treibende Kraft und sprach sich eher für eine aggressive Außenpolitik aus. Johann dagegen hielt sich besonders in der Frage, ob man sich als Protestant gegen den Kaiser wehren sollte, sehr zurück und stand lange Zeit auf der Seite Luthers, der ein Abwehrbündnis gegen die Katholiken nicht für gut hieß, da es offiziell verboten war, sich gegen den Kaiser zu verbünden.

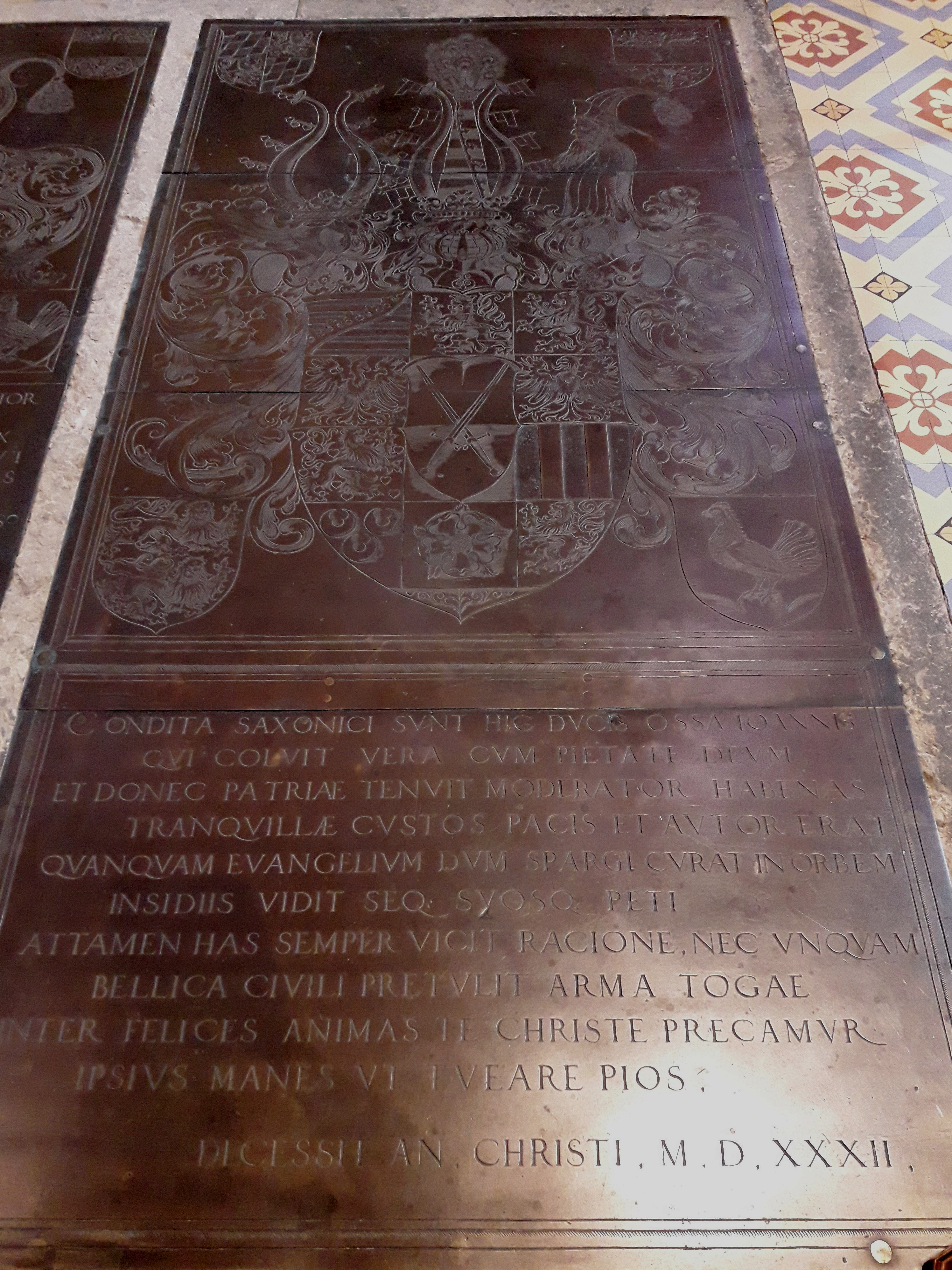
Grab Johann des Beständigen vor dem Hauptaltar in der Schlosskirche Wittenberg

Als Landesherr Martin Luthers unterhielt Johann eine sehr enge, nahezu freundschaftliche Beziehung zu dem führenden Theologen der Protestanten. Luther äußerte sich ebenfalls häufig positiv über Johann. Besonders für sein Verhalten auf dem Augsburger Reichstag 1530 lobte er ihn sehr: „Ich glaube gewiß, daß der Kurfürst Johann von Sachsen den Heiligen Geist gehabt hat. Das hat er in Augsburg durch sein Bekenntnis trefflich bewiesen (…)“. Des Öfteren soll Johann gesagt haben: „Sagt meinen Gelehrten, daß sie tun, was recht ist, Gott zu Lob und Ehre, und auf mich und mein Land keine Rücksicht nehmen.“ Durch sein Beharren auf dem protestantischen Glaubensbekenntnis soll er sogar die protestantischen Theologen davon abgehalten haben, sich zu nachgiebig gegenüber dem Kaiser zu verhalten.
1527 wurde die Evangelisch-Lutherische Landeskirche gegründet, deren Landesbischof der Kurfürst war. Er gehörte 1529 zu den fürstlichen Vertretern der protestantischen Minderheit (Protestation) auf dem Reichstag zu Speyer. Der 1531 zur Verteidigung der Reformation gegründete Schmalkaldische Bund der evangelischen Reichsstände stand unter Führung des Kurfürstentums Sachsen und Hessens. Nach seinem Tod wurde Johann neben seinem Bruder Friedrich in der Schlosskirche zu Wittenberg beigesetzt.
In den fast 40 Jahren, die Johann als Herzog über Kursachsen regierte, wurde er oft durch die Person seines Bruders Friedrich verdeckt, der als Ältester des Geschlechts und Träger des Kurhutes die kursächsische Politik maßgeblich bestimmte. Auch in unserer Zeit steht Johann zu Unrecht in der Geschichte und Politik Kursachsens zu Beginn der Reformation meist im Hintergrund und findet im Gegensatz zu seinem Bruder Friedrich und seinem Sohn und Nachfolger Johann Friedrich wenig Beachtung in Forschung und Literatur.
Die Evangelische Kirche in Deutschland würdigt seine Bedeutung für die Reformation jedoch mit einem Gedenktag im Evangelischen Namenkalender am 16. August.

## Ehen und Nachkommen
Johann war in erster Ehe seit 1500 mit Sophie von Mecklenburg (1481–1503), Tochter von Herzog Magnus II. zu Mecklenburg vermählt. Aus dieser Ehe ging ein Sohn hervor:
- Johann Friedrich I. (1503–1554), Kurfürst von Sachsen

⚭ 1527 Prinzessin Sibylle von Jülich-Kleve-Berg (1512–1554)
1513 heiratete er Margarete von Anhalt (1494–1521), Tochter des Fürsten Waldemar VI. von Anhalt-Köthen, mit der er folgende Kinder hatte:
- Maria (1515–1583)

⚭ 1536 Herzog Philipp I. von Pommern (1515–1560)
- Margarete (1518–1535)
- Johann (II.) (*/† 1519)
- Johann Ernst (1521–1553), Herzog von Sachsen-Coburg

⚭ 1542 Prinzessin Katharina von Braunschweig-Grubenhagen (1524–1581)